# Спартакас (Шяуляй)
Футбольний клуб «Спартакас» Шяуляй (лит. Futbolo klubas Šiaulių Spartakas) — колишній литовський футбольний клуб з Шяуляя, що існував у 1940-х роках.

## Досягнення
- А-ліга
  - Срібний призер (1): 1947
  - Бронзовий призер (1): 1945.